# Tomasz Śniegocki
Tomasz Wacław Śniegocki – polski doktor habilitowany nauk rolniczych.

## Kariera naukowa
W 2001 roku uzyskał tytuł magistra, nadany przez Uniwersytet Marii Curie-Skłodowskiej w Lublinie. 
9 lipca 2008 roku ukończył studia doktoranckie na kierunku nauki weterynaryjne na Państwowym Instytucie Weterynaryjnym – Państwowym Instytucie Badawczym na podstawie pracy pt. Zastosowanie spektrometrii mas do wykrywania i potwierdzania obecności chloramfenikolu, nitrofuranów i beta agonistów w tkankach zwierząt i żywności pochodzenia zwierzęcego.
Od 2001 roku zatrudniony jest w Państwowym Instytucie Weterynaryjnym – Państwowym Instytucie Badawczym.
17 grudnia 2019 roku uzyskał stopień doktora habilitowanego nauk rolniczych w dyscyplinie weterynarii na Państwowym Instytucie Weterynaryjnym – Państwowym Instytucie Badawczym.

## Publikacje
- 2002: Solid phase extraction and liquid chromatography analysis of sulfonamide residues in honey.
- 2003: Gas chromatography-mass spectrometric confirmatory method for the determination of clenuterol residues in animal urine and liver samples.
- 2003: Nielegalne stosowanie beta-agonistycznych anabolików.
- 2005: Improved gas chromatography - mass spectrometry method for the determination of clenbuterol and salbutamol in animal urine.
- 2006: Validation of the gas chromatography-mass spectrometry method for the determination of chloramphenicol residues in milk.
- 2007: Determination of chloramphenicol residues in milk by gas and liquid chromatography mass spectrometry methods.
- 2008: Determination of nitrofuran metabolite residues in eggs by liquid chromatography-mass spectrometry.
- 2014: Determination of Chloramphenicol in Milk Using a QuEChERS-Based on Liquid Chromatography Tandem Mass Spectrometry Method.
- 2014: Determination of carbadox and olaquindox metabolites in swine muscle by liquid chromatography/mass spectrometry.
- 2015: Liquid chromatography – tandem mass spectrometry multiclass method for the determination of antibiotics residues in water samples from water supply systems in food-producing animal farms.
- 2015: Transfer of chloramphenicol from milk to commercial dairy products – Experimental proof.
- 2015: Determination of neonicotinoid insecticides and their metabolites in honey bee and honey by liquid chromatography tandem mass spectrometry.
- 2016: Influence of enrofloxacin traces in drinking water to doxycycline tissue pharmacokinetics in healthy and infected by Mycoplasma gallisepticum broiler chickens.
- 2017: Effective phospholipid removal from plasma samples by solid phase extraction with the use of copper (II) modified silica gel cartridges.
- 2018: Development of an Analytical Procedure for the Determination of Multiclass Compounds for Forensic Veterinary Toxicology.
- 2018: New method of analysis of nitrofurans and nitrofuran metabolites in different biological matrices using UHPLC-MS/MS.
- 2018: Imidacloprid slows the development of preference for rewarding food sources in bumblebees (Bombus impatiens).
- 2018: The Usefulness of MS3 to Confirm Poisoning on the Example of Dog Poisoning with Strychnine.
- 2019: Metabolomic Profile of Primary Turkey and Rat Hepatocytes and Two Cell Lines after Chloramphenicol Exposure.
- 2020: Determination of Tryptophan and Its Major Metabolites in Fluid from the Anterior Chamber of the Eye in Diabetic Patients with Cataract by Liquid Chromotography Mass Spectrometry (LC-MS/MS).
- 2020: QuEChERS and HPLC-MS/MS Combination for the Determination of Chloramphenicol in Twenty Two Different Matrices.
- 2021: Analysis of β-agonists in different biological matrices by liquid chromatography–tandem mass spectrometry.
- 2021: White-Tailed Eagles’ (Haliaeetus albicilla) Exposure to Anticoagulant Rodenticides and Causes of Poisoning in Poland (2018–2020).
- 2021: Lipemia in the Plasma Sample Affects Fentanyl Measurements by Means of HPLC-MS2 after Liquid-Liquid Extraction.
- 2021: Intravenous lipid emulsion as a treatment in buprenorphine overdose - pharmacokinetic and pharmacodynamic evaluation in the rabbit model.
- 2022: High-Performance Liquid Chromatography-Tandem Mass Spectrometry for Buprenorphine Evaluation in Plasma—Application to Pharmacokinetic Studies in Rabbits.
- 2022: Liquid chromatography–mass spectrometry analysis of carvacrol in chicken tissues.

Opracowano na podstawie źródła:.